# Barrio Iturbide
Barrio Iturbide är en ort i Mexiko.   Den ligger i kommunen Timilpan och delstaten Mexiko, i den sydöstra delen av landet, 80 km nordväst om huvudstaden Mexico City. Barrio Iturbide ligger 2 628 meter över havet och antalet invånare är 506.
Terrängen runt Barrio Iturbide är kuperad åt sydväst, men åt nordost är den platt. Runt Barrio Iturbide är det ganska tätbefolkat, med 80 invånare per kvadratkilometer. Närmaste större samhälle är Atlacomulco, 17,8 km sydväst om Barrio Iturbide. I omgivningarna runt Barrio Iturbide växer huvudsakligen savannskog.